# Talanites fagei
Talanites fagei är en spindelart som beskrevs av Sergei Aleksandrovich Spassky 1938. Talanites fagei ingår i släktet Talanites och familjen plattbuksspindlar. Inga underarter finns listade i Catalogue of Life.